# Saint-Germain-de-la-Grange
Saint-Germain-de-la-Grange är en kommun i departementet Yvelines i regionen Île-de-France i norra Frankrike. Kommunen ligger i kantonen Montfort-l'Amaury som tillhör arrondissementet Rambouillet. År 2022 hade Saint-Germain-de-la-Grange 1 842 invånare.

## Befolkningsutveckling
Antalet invånare i kommunen Saint-Germain-de-la-Grange
| Referens: INSEE |